# Colonização (ecologia)
Em ecologia, chama-se colonização à ocupação dum ecótopo que ainda não estava habitado por uma espécie ou um grupo de organismos de diferentes expécies.
Por exemplo, uma duna construída pelo vento, pode ser colonizada por uma planta rastejante, que a fixa e permite o desenvolvimento de um ecossistema mais complexo.